# 英国式ブラスバンド

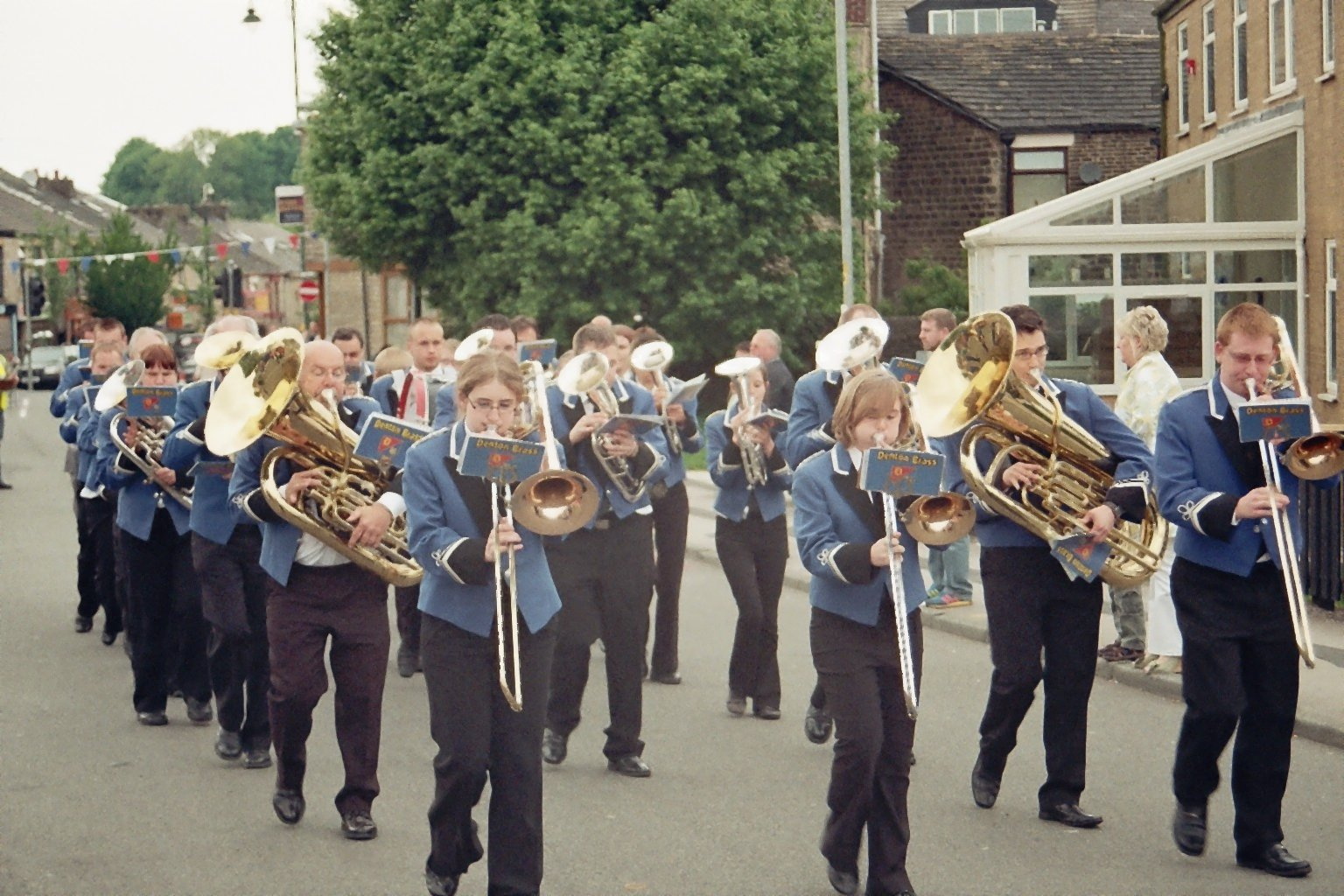

英国式ブラスバンド（えいこくしきブラスバンド、英: British-style brass band）は、サクソルン属の金管楽器と直管楽器のトロンボーン、打楽器で構成される金管バンドである。日本では吹奏楽のことをさして「ブラスバンド」ということがあるが、イギリスでは吹奏楽はウィンド・バンド (wind band) として明確に区別されている。

## 歴史
19世紀前半、イギリスの労働者階級を中心に禁酒運動の一環で、労働者階級のレジャー、レクリエーションとしてのブラスバンド運動が起こった。イギリス各地で職場バンドや市民バンドが創設され始める。当時のブラスバンド編成は現在とは大きく異なり、クラリネットなどの木管楽器も含まれていた。
19世紀半ば、アドルフ・サックスにより音色の統一を目的としたサクソルンが開発され、1851年のロンドン万国博覧会で発表されると、ブラスバンド編成に取り入れられて中心的な楽器になっていった。
1853年に初となる継続的なコンテストであるベルヴューコンテストが開催されるようになり、ブラスバンド編成の統一、演奏技術の向上が促された。
19世紀後半に救世軍のブラスバンド、チャールズ・フライが賛美歌を金管楽器で演奏し、組織的にブラスバンドが取り入れられるようになった。
また、18世紀から19世紀にかけて起こった産業革命により、印刷技術の革新が続いたことで、楽譜の大量印刷と出版が可能になり、より容易に譜面の入手ができるようになったこともブラスバンド運動の拡大に繋がった。
20世紀にはクリスタルパレス・コンテストが始まり、ブラスバンドのオリジナル曲が作曲され、レパートリーの拡充が進んだ。
現在の英国では町に1つはバンドがある、というほど普及しており、2000程の団体が活動しているといわれている。地域に密着した存在となっており、企業がバンドのスポンサーになるのも通例である。他にも米国や豪州、欧州各地でブラスバンドは盛んであり、日本でも徐々に定着しつつある。

## 使用楽器・編成

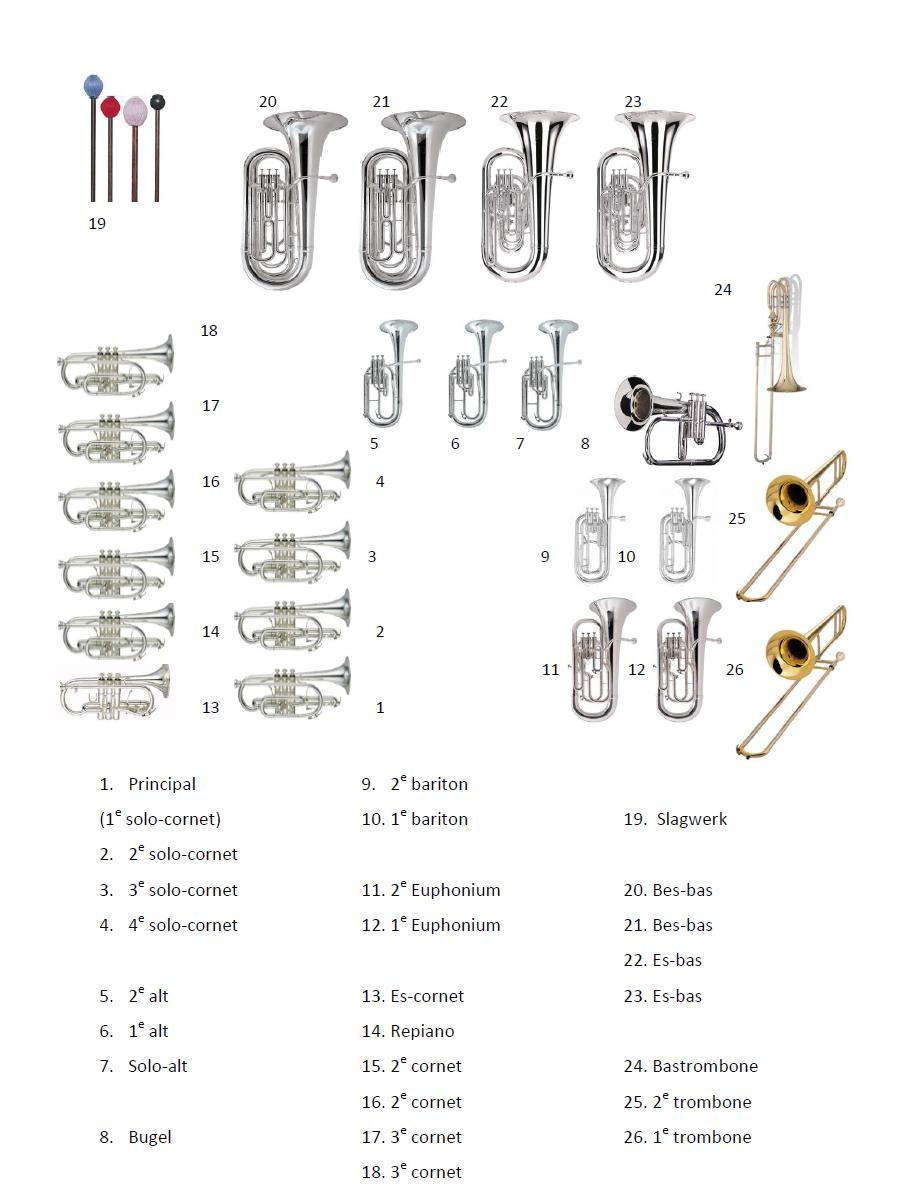
ブラスバンドの編成

代表的な編成は以下の通りである。多くの楽曲はレギュレーションされた以下の28人編成を前提に作曲、編曲されている。

### コルネット・セクション
コルネット(又はコーネット)・セクションは、通常10名と最も人数が多いセクションである。多くの場合前列と後列に分かれ、前列はフロント・ロー・コルネット (Front Row Cornet) と呼ばれ、ソロ・コルネットと呼ばれるパートが配置される。後列はバック・ロー・コルネット (Back Row Cornet) と呼ばれ、ソプラノ・コルネット、リピアノ・コルネット、セカンド・コルネット、サード・コルネットと各パートが配置される。ソプラノ・コルネットはE♭の調性を持ち、実音に対し短3度低い音で記譜される（いわゆるin E♭）。それ以外のコルネットはB♭の調性を持ち、実音に対し長2度高い音で記譜される（いわゆるin B♭）。いずれもト音譜表で記譜される。
ソロ・コルネット (Solo Cornet)
通常4名。主に主旋律を担当する。ソロ・コルネットの首席奏者はプリンシパル・ソロ・コルネット (Principal Solo Cornet) と呼び、コンサートマスターのような扱いを受け、単独ソロを担当することが多く音楽性の豊かな奏者が担当することが多い。その補佐をする奏者1名をアシスタント・プリンシパル・ソロ・コルネット (Assistant Principal Solo Cornet)、残りの2名をトゥッティ・ソロ・コルネット (Tutti Solo Cornet) と呼ぶ。
ソプラノ・コルネット (Soprano Cornet)
通常1名。主旋律の最高音を担当したり、ソロを担当したりする。ブラスバンドの華やかさの決め手となる重要なポジション。管の長さが短いために安定した音程をとりにくい楽器とされる。楽器の改良がB♭管のコルネットに比べ進んでいないことも困難さに拍車をかけている。
リピアノ・コルネット (Repiano Cornet)
1番目の伴奏パート。通常1名。副旋律を担当したり、ハーモニーを構成していたり、隣にいるソプラノコルネットと旋律を吹いたり、さまざまな役割の演奏を要求される。しかし、教会の金管バンドには一般的のパートでは無い。
セカンド・コルネット (Second Cornet)
2番目の伴奏パート。通常2名。主にハーモニーや打ち込みを担当し、サード・コルネットとともにホーンセクションとの音色の融和も求められる。
サード・コルネット (Third Cornet)
3番目の伴奏パート。通常2名。主にハーモニーや打ち込みを担当し、セカンド・コルネットとともにホーンセクションとの音色の融和も求められる。

### ホーン・セクション
ホーン・セクションは、英国式ブラスバンドにおいて特徴的なパートであり、英国式ブラスバンドとしてのサウンドを決定付ける。
フリューゲルホルン (Flugelhorn)
通常1名。コルネットと同じB♭の調性を持つ。コルネットに比べ、管が太いため、柔らかな音色になる。ゆったりとした場面でソロを担当することが多い。コルネットに比べて高音域の演奏が難しい。実音に対し長2度高い音にてト音譜表で記譜される。
テナーホーン (Tenor Horn)
イギリス以外ではアルトホルンと呼ばれる。通常3名で、ソロ、ファースト、セカンドの3パートに分かれていることが多い。E♭の調性を持ち、ソプラノ・コルネットの1オクターブ下の音域を受け持つ。通常ハーモニーを担当する。あまり楽器の改良が進んでおらず、高音域や低音域の演奏が他の楽器に比べ難しい。実音に対し長6度高い音にてト音譜表で記譜される。
バリトン (Baritone)
バリトンホーンと呼ばれることもまれにある。通常2名でファースト、セカンドに分かれていることが多い。B♭の調性を持ち、コルネットの1オクターブ下の音域を受け持つ。ユーフォニアムよりも若干細めの管である。あまり目立たないパートではあるが、音楽的にも座席でもテナーホーン、トロンボーン、ユーフォニアムの間に位置するため、各パートとの連携が多く重要である。実音に対し長9度高い音にてト音譜表で記譜される。WASBEではヘ音譜表の表示も認められている。

### トロンボーン・セクション
トロンボーン・セクションは、B♭の調性を持ち、バリトン、ユーフォニアムと同じくコルネットの1オクターブ下の音域を担当する。円錐管主体の英国式ブラスバンドの中で唯一の円筒管楽器として、ピストンではなくスライドという柔軟な音程調節機構を持つ楽器として極めて重要である。鋭く硬い音形でサウンドにメリハリを持たせたり、完全な和音を構成し他の楽器とハーモニーを組んだりする。戦前の救世軍金管バンドでは「伸び縮曲がり金」っと呼ばれていた。
トロンボーン
通常2名で、ファースト、セカンドに分かれている。救世軍の教会金管バンドにはファーストとセカンドと別にソロ・トロンボーンと言うパートを加えている楽譜も存在している。実音に対し長9度高い音にてト音譜表で記譜される。
バス・トロンボーン (Bass Trombone)
通常1名。トロンボーンセクションの3番目として、またベース・セクションのトップとして活躍する重要なパート。太い独特の音色からソロを担当することもよくある。昔教会金管バンドのサクバット(G管)と現在のトロンボーン(Bb,F,Gb管)が混在している故に、英国式ブラスバンドで唯一ヘ音譜表で実音記譜する楽器となった。

### ベース・セクション

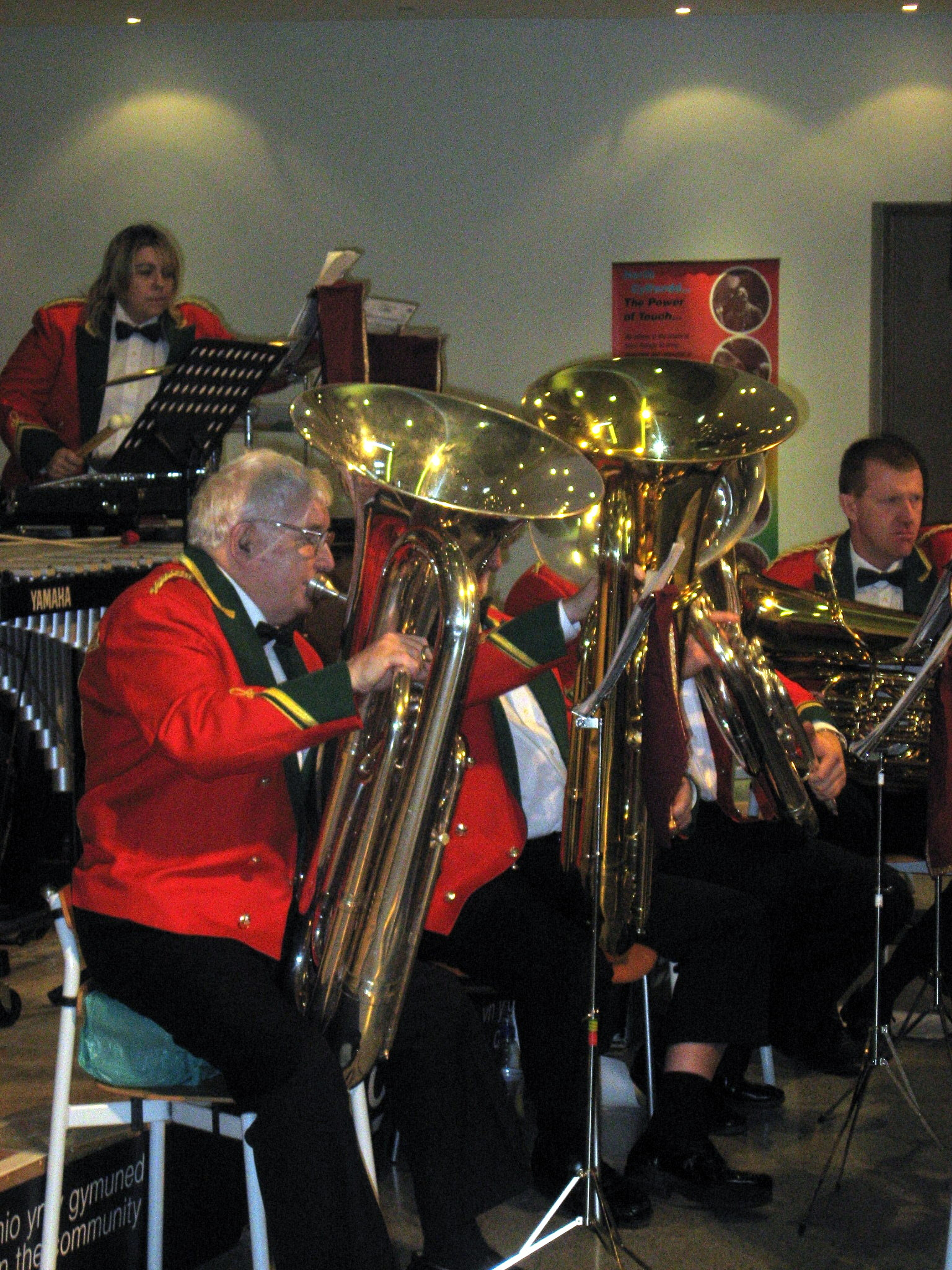
チューバ/バス

ベース・セクションは、低音域を支えるセクション。典型的にはアップライト式のバス（バス・チューバ）を使用するのが主流である。他の演奏形態ではめったにみられないミュートを使用する機会が多いのも特徴的である。
ユーフォニアム (Euphonium)
通常2名。B♭の調性を持ち、バリトン、トロンボーンと同様にコルネットの1オクターブ下の音域を受け持つ。ソロ・コルネットと同様、主にメロディーラインを受け持つ。柔らかい音を持ち機動性に富み、ソロ楽器として活躍する。バリトンとセクションを構成したり、ベースセクションと連携することもあるが、比較的独立したセクションと考えられていることが多い。実音に対し長9度高い音にてト音譜表で記譜される。
E♭バス
E♭の調性を持つバスを使用し、通常2名。日本国内では「エスバス」又は「小バス」と呼ばれることが多い。管の長さの割に大きいベルを持ち、豊かで柔らかな音色がする。演奏が容易で広い音域を持ち、機動性に富むのでソロを受け持つことがある。実音に対し長13度高い音にてト音譜表で記譜される。
B♭バス
B♭の調性を持つバスを使用し、通常2名。日本国内では「ベーバス」又は「大バス」と呼ばれることが多い。最低音域を担当し、太く安定したサウンドを生み出す。見た目は鈍重な楽器だがE♭バス同様に音域が広く、想像以上の機動性を持つ。他の演奏形態のチューバの譜面に比べて平均的に1オクターブ前後低い音域を担当するため、高度な基礎能力が奏者に要求される。実音に対し長16度高い音にてト音譜表で記譜される。

### パーカッション・セクション
パーカッション・セクションは、打楽器全般を通常3名で担当する。典型的編成としてはティンパニ1名、ドラムセット1名、グロッケンシュピールやシロフォンといった鍵盤打楽器1名というのが多い。3名という人数を最大限に活用するため、楽器の持ち替えが多用される。

## サウンド
他の演奏形態では金管楽器には鋭く刺激的な音色が要求されるが、英国式ブラスバンドではパイプオルガンのような荘厳でやわらかく落ち着いたサウンドがする。これは、楽器のベルが観客に向くことなく配置され、サラウンド感のあるほどよく調和された間接音を聴衆が聞くことになるからである。他の編成に比べビブラートを多用することも、特有のサウンドを生み出す要因の一つとなっている。そのため、賛美歌のような美しいハーモニーを持つ楽曲の演奏に適しており、救世軍の布教活動に極めて効果をもたらした。一般に座席配置は『コの字型』と言われるが、実際には馬蹄形に配置することが多く、実際その方がよりよい音がすることが多い。

## 楽曲
ブラスバンドは金管楽器と打楽器で演奏するため、それぞれの楽器の扱われ方も他のジャンルと異なる。休符が少ないことからも、耐久性・持久性が要求される。
ブラスバンドのオリジナル作品というのは多くあり、古くはエルガー、ヴォーン・ウィリアムズ、ホルストなどの大作曲家も作曲している。またブラスバンド作品を中心とする作曲家が他ジャンルからブラスバンドへのアレンジを積極的に行ってもいる。

## 主な作・編曲家
- エリック・ボール (Eric Ball)
- ゴードン・ラングフォード (Gordon Langford)
- ジョージ・ロイド (George Lloyd)
- デリク・ブルジョワ (Derek Bourgeois)
- ジョン・ゴーランド（英語版） (John Golland)
- ゴフ・リチャーズ (Goff Richards)
- エドワード・グレグソン (Edward Gregson)
- ケネス・ダウニー (Kenneth Downie)
- フィリップ・ウィルビー (Philip Wilby)
- フィリップ・スパーク (Philip Sparke)
- ヤン・ヴァン・デル・ロースト (Jan Van der Roost)
- マーティン・エレビー (Martin Ellerby)
- ピーター・グレーアム (Peter Graham)
- トルステイン・A・ニールセン（英語版） (Torstein A. Nilsen)
- ポール・ラバット・クーパー（英語版） (Paul Lovatt-Cooper)
- ウィリエム・ハイムス（英語版） (William Himes)
- フィリップ・ハーパー (Philip Harper)
- トム・ダヴォレン (Tom Davoren)

## コンテスト
ブラスバンドのコンテストは、より向上心を煽るためイギリスでは昔から盛んに行われていたが、近年になってヨーロッパ選手権などが催されるようになり、徐々に広がりを見せている。
代表的なものには以下がある。
- National Brass Band Championship of Great Britain（全英選手権、1900年から）
- European Brass Band Championship（ヨーロッパ選手権、1978年から）
- All England Masters Brass Band Championship（全英マスターズ、1989年から）
- British Open Brass Band Championship（ブリティッシュオープン、1853年から）

ブリティッシュオープンはプロ・アマ混合の大会であるが、ほとんどアマチュアの大会である。上位のアマチュアの団体は比較的ハイレベルである。
内容はセクション毎に階層分けされ、演奏レベルで区分される（詳細は「グレード制 (イギリスのブラスバンド)」を参照）。ほとんどが課題曲（他に自由曲など）で審査され、審査はブラインド審査といって、予め渡されたスコアによって減点方法で評価する。
また、コンテストの開催はブラスバンドのレパートリーの形成にも大きく貢献している。全英選手権を立ち上げたジョン・ヘンリー・アイルズ（John Henry Iles）が1913年にパーシー・フレッチャーに委嘱した『労働と愛』（Labour and Love）は、管弦楽作品やオペラからの編曲を専ら演奏していた当時のブラスバンド界において貴重なオリジナル作品だった。その後毎年、課題曲（Set Test Piece）として新作が書き下ろされるようになり、上述のエルガー、ホルスト、ヴォーン・ウィリアムズらも、アイルズの依頼でブラスバンドのために筆を執っている。現代においても、上述のスパーク、ウィルビー、エレビーなどの代表作の多くがコンテストにおける委嘱から生まれている。

## 団体

### イギリスの主要な団体
スポンサーによって名前が変わることがあるが、100年以上も続くバンドもある。
- ブラック・ダイク・バンド (since 1855) - 歴史があり、ブラスバンドで最も成功を収めたといわれる。
- The YBS Band ※現在はHammonds Saltaire Band (since 1855) - 往年はスタープレーヤーを多く抱え、デイヴィッド・キングを迎えてからは2004年にヨーロッパ選手権6連覇を果たすなど、輝かしい業績を残した。近年はスポンサーの降板、多くの主力プレーヤーの離脱と急速に変革が進み、キングも指揮者の座を退いて現在に至る。
- Cory Band (since 1884) - 英国ウェールズのバンド、2017年1月現在4barsrestによる世界ランキング1位。コーリー・ユース・バンドを設立し後進の育成にも尽力している。2016年P. ハーパーの指揮のもと英国内主要コンテスト4大会（以下俗称：European, National, Open, BiC)全てを制覇しグランドスラムを獲得。
- Fairey FP (Music) Band (since 1937)
- The Foden's Richardson Band (since 1900)
- ブリガース・アンド・ラストリック・ブラス・バンド (since 1881) - 特定のスポンサーを持たず、一般の寄付によって運営されているバンド。
- グライムソープ・コリアリー・バンド (since 1917) - 1996年のイギリス映画「ブラス!」のモデルとなったバンド。
- The International Staff Band (since 1891) - 救世軍イギリス万国本営に拠点を置くスタッフバンド。

### 日本の主要な団体
- Japan Staff Band（救世軍）
通称本営バンド、参謀楽隊。1902年で立ち上がり、現在日本で最も歴史を持つ金管バンドである。スタッフバンドはその国の本部（本営）に所属し、日本では各方面からメンバーが集まっている。
代表は引地正樹。鈴木肇の定年退職にあたり引地正樹が後任。
日本にブリティッシュブラスバンドを伝えた団体として、1996年3月、JSBは日本吹奏楽会による「第6回・日本吹奏楽アカデミー賞　特別部門賞」を受賞。
- 救世軍関西ディビジョナルバンド（救世軍）
代表は前田徳晴。救世軍西日本連隊に属する教会の教会員と施設の職員で構成された金管バンド。
- Tokyo Brass Society
代表は山本武雄。日本の救世軍以外のブラスバンドとしては最古参となる。
- BREEZE BRASS BAND
大阪で活動する、日本を代表するプロのブラスバンド。代表・指揮は上村和義。1996年のヨーロッパツアーで高い評価を受け、日本でもっとも有名なブラスバンドの一つとして英国でも評価される。多くの作品を日本に紹介し、ブラスバンドを知らしめた功績は大きい。
- VIVID BRASS TOKYO
関東で活動するプロのブラスバンド。ブラスバンドの新しいサウンドを求めて活動中。
- The Band of the Black Colt (BBC) 
1976年に初声を上げた、市民バンドでは最も日本で古い歴史を持つ、英国スタイル金管バンド。
- 大阪コンサートブラス
2008年結成。当時の音大生や音大出身者を中心に結成し、現在は関西を中心に活躍するフリーランスの金管・打楽器奏者で構成されている。通称OCB。
- 洗足学園音楽大学ブリティッシュ・ブラス
日本国内の音楽大学で初めて結成されたブラスバンド。主に金管楽器専攻の学生で結成。従来のオリジナル曲の他、多方面の奏者との競演や邦人作品などを取り上げている。
- 国立音楽大学金管バンド（くにたち・ブラスクワイヤー）
2002年、管打楽器専攻生の有志によって結成。ブリティッシュスタイルの追求の傍ら、新しい可能性を求めて、オーケストラ曲の編曲などにも挑戦している[5]。
- 浜松ブラスバンド
2004年設立、静岡県浜松市を拠点に活動するアマチュア・ブラスバンド。略称はHaBB。 代表･音楽監督　岡本篤彦、副代表　亀山敏昭　2010年より毎年夏に『ブラスバンド・キャンプ』を主催